# Seysses-Savès
Seysses-Savès település Franciaországban, Gers megyében. Lakosainak száma 245 fő (2022. január 1.). Seysses-Savès Auradé, Savignac-Mona, Bragayrac, Saint-Thomas, Empeaux, Endoufielle, Pompiac és Nizas községekkel határos.

## Népesség
A település népessége az elmúlt években az alábbi módon változott:
| Lakosok száma | 222  | 202  | 217  | 257  | 248  | 245  | 239  | 242  | 246  | 245  |
|               | 1968 | 1982 | 1990 | 2006 | 2013 | 2015 | 2017 | 2019 | 2020 | 2022 |